# Llau dels Homes Morts
La llau dels Homes Morts és un barranc del terme de Sant Esteve de la Sarga, a la zona d'Alzina.
Es forma a 1.521 m. alt., al Serrat Alt del Montsec d'Ares, al nord del Pas Nou. Des d'allí baixa cap al nord-est fent amples revolts, paral·lel per ponent al Serrat dels Collars. Va a abocar-se en el barranc del Bosc al nord-oest del Molí de Carrió, a la Plana d'en Fígols.